# George Graham Vest
George Graham Vest (Frankfort, 1830. december 6. – Sweet Springs, 1904. augusztus 9.) az Amerikai Egyesült Államok szenátora (Missouri, 1879–1903).